# Hoher Berg (Syke)

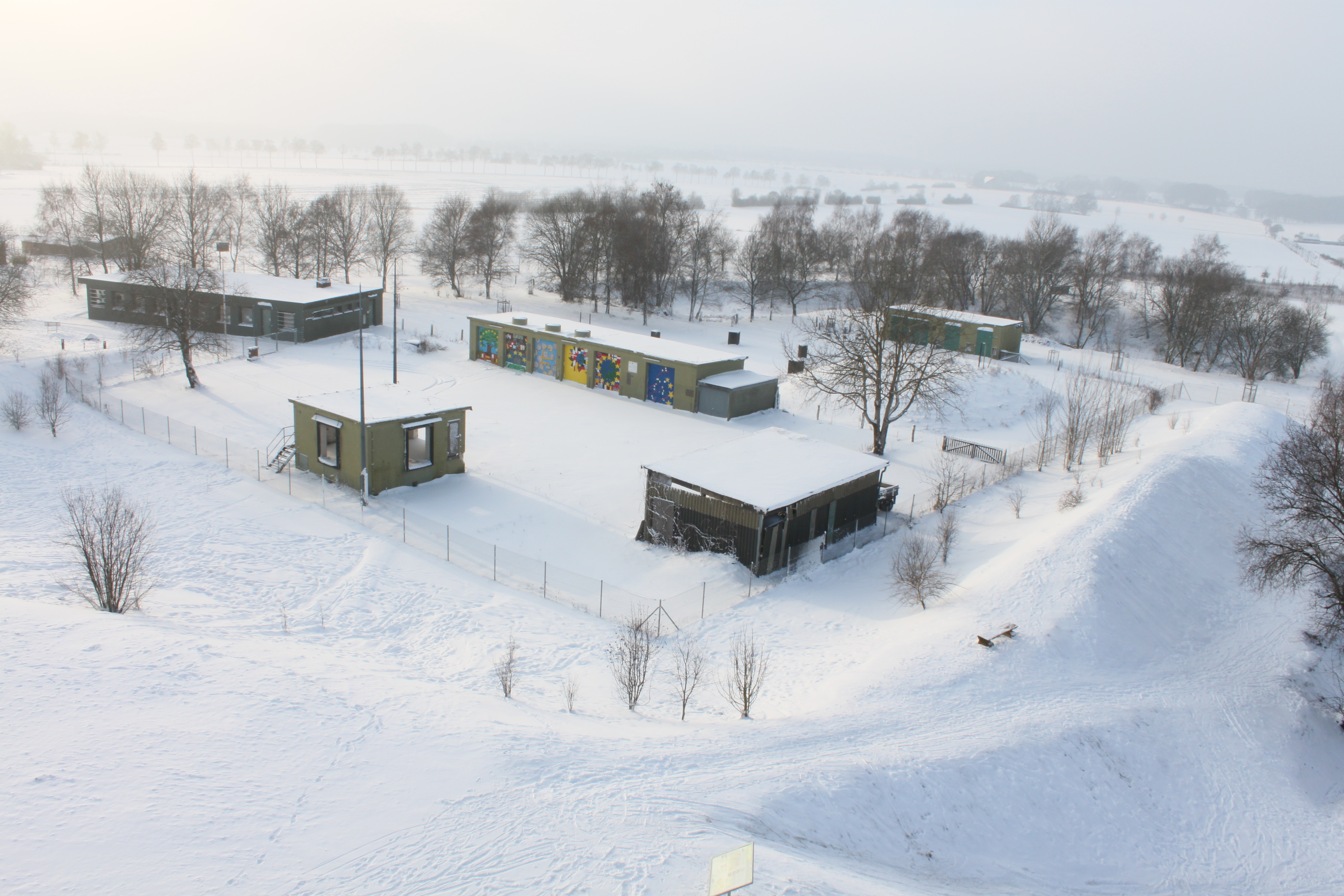
Blick vom Aussichtsturm über den Hohen Berg mit früheren Militäranlagen im Winter, 2012

Der Hohe Berg ist eine 58,2 m ü. NN hohe Erhebung im Bereich der Stadt Syke im niedersächsischen Landkreis Diepholz.

## Beschreibung
Der Hohe Berg liegt im Naturpark Wildeshauser Geest, am Nordrand der Syker Geest, und ist im östlichen Bereich des Syker Ortsteiles Ristedt die höchste Erhebung rund um Bremen. Bei klarer Sicht hat man in nördlicher Richtung einen guten Blick bis zur Weser und zur Skyline von Bremen.

## Geschichte
Mitte der 1970er Jahre befand sich auf dem 4,8 Hektar großen Gelände am Hohen Berg eine  von den US-Streitkräften betriebene Flugabwehr-Raketenstation mit Radarkuppeln. Mitte der 1980er Jahre verließen die amerikanischen, 1987 die deutschen Truppen die Stellung. 2004 wurde das Gelände von der Stadt Syke erworben und mit EU-Mitteln das Projekt Kulturlandschaft der Geest entwickelt.

## Aussichtsturm

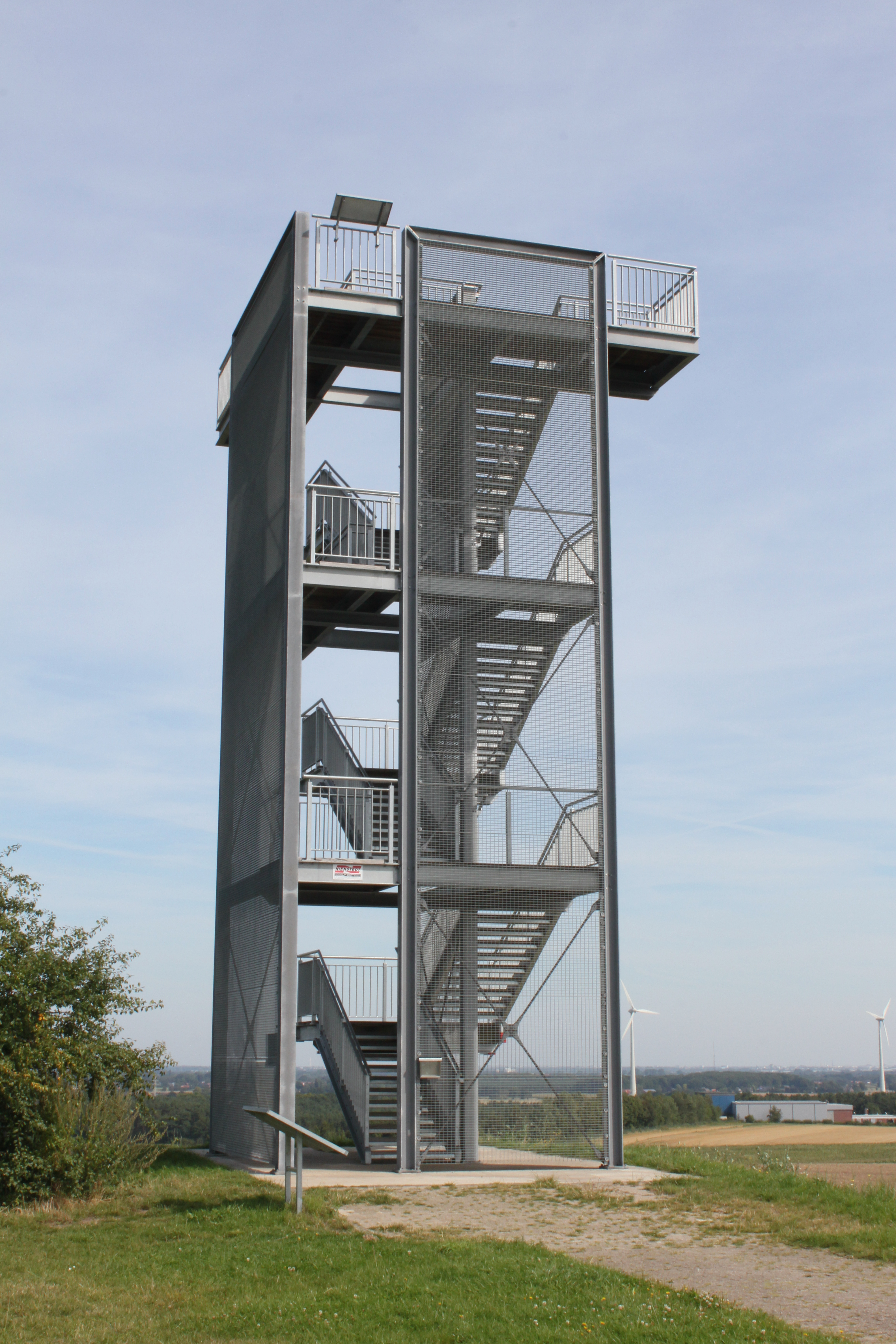
Aussichtsturm

Auf dem Hohen Berg steht ein 13 m hoher Aussichtsturm, entstanden nach einem 2008 ausgelobten studentischen Ideenwettbewerb  der Fachhochschule Bremen, Fachbereich Architektur. Im Frühjahr 2010 wurde der Naturerlebnisturm innerhalb einer Woche errichtet und bietet nun auf drei Aussichtsplattformen in 12 m, 8 m und 4 m Höhe einen 360°-Rundblick über die Geestlandschaft nach Bremen und in verschiedene Biotopstrukturen der Umgebung.